# Mk.VIII挑戰者巡航坦克
Mk.VIII挑戰者巡航坦克（A30）是一款英國於第二次世界大戰時期使用的坦克，以克倫威爾巡航坦克為基礎修改，最主要分別是換裝一門QF 17磅炮，使其反坦克火力比克倫威爾巡航坦克強，但此車沒有被英軍大量採用，因為同樣裝備QF 17磅炮的雪曼螢火蟲坦克在不久之後也投入量產，而且螢火蟲的車體產量更高，所以只有200輛挑戰者坦克被生產出來，在1944至1945年被有限度使用。

## 開發背景
英軍吸收十字軍坦克在北非戰場的作戰經驗後，於1943年發展出克倫威爾巡航坦克，此車採用勞斯萊斯流星引擎，輸出600匹馬力，最高時速64公里，配備一門QF 75 mm坦克炮，整體性能足以抗衡德軍數量最多的四號坦克，但英軍知悉德國已開發裝甲更強的重坦克，英軍因此與伯明翰運輸及貨車公司簽訂合約，要求製造一款採用QF 17磅炮的坦克，這款炮是英軍當時最強的反坦克炮，另一方面為了縮短開發時間及簡化後勤，所以提出以克倫威爾的底盤和引擎為開發基礎，此車便是挑戰者巡航坦克。

## 設計

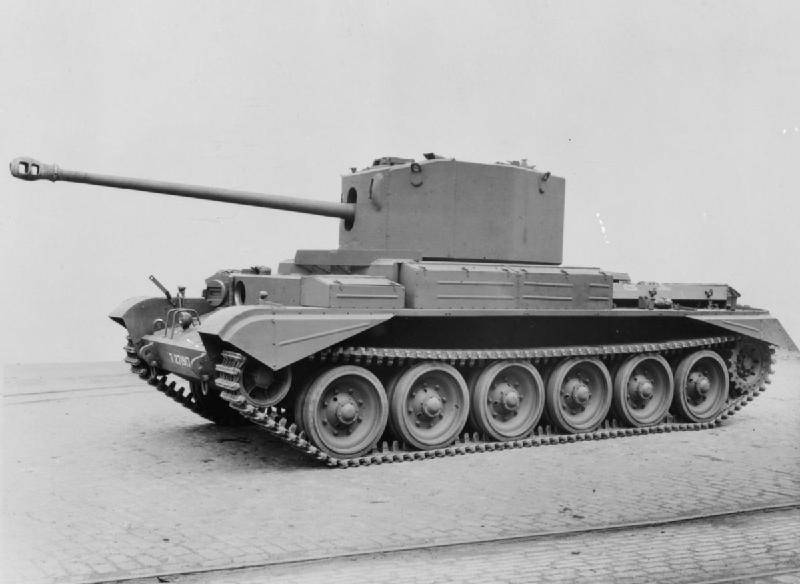
挑戰者巡航坦克（A30）的側面

雖然當初英軍希望可在克倫威爾坦克的車體安裝QF 17磅炮的炮塔，可是17磅炮的體積及後坐力都遠超克倫威爾坦克的6磅炮，開火時的後坐行程也較長，不但克倫威爾坦克原有的炮塔裝不下，就連車體所需的改動也不少。為了節省開發時間，挑戰者採用與TOG II重坦克相似的炮塔。因為要承受換裝大型炮塔後所增加的重量及開火時的後坐力，車體也跟著需要配合修改，炮塔環的直徑增加了4吋，需要將克倫威爾坦克的車體加長，路輪因此增加一對至六對。車體前方的機槍被取消，原本機槍手的座艙空間，被改為放置直徑較大的17磅炮彈，但因為改由兩人裝彈，所以成員人數維持5人。
挑戰者坦克的炮塔明顯大於克倫威爾坦克，即使裝在已加長的克倫威爾坦克車體，兩者仍然顯得不太協調，不過這款炮塔的內部空間不像螢火蟲坦克般擁擠，可以容納多一人協助裝彈，其17磅炮的射速比只有一人裝彈的螢火蟲快。大型炮塔雖然對操作火炮較為便利，但另一方面也導致此車有過高的缺點，挑戰者的高度達2.77米，明顯比克倫威爾坦克的2.49米高，也比螢火蟲坦克要高，所以挑戰者坦克很難在戰場匿藏。挑戰者的車體正面裝甲厚度達102毫米，比克倫威爾坦克厚，但因為17磅炮本身已很重，炮塔反而要減少裝甲以降低重量，炮塔正面的裝甲厚度僅有63毫米，比克倫威爾坦克最初的75毫米薄，其炮塔防護力低於同時期中型坦克的標準，加上炮塔輪廓太大及過高的問題，注定挑戰者坦克不適合作為裝甲部隊的前鋒。挑戰者坦克雖然已減少裝甲重量，但總重仍然比克倫威爾坦克重了4公噸，由於引擎與克倫威爾坦克相同，導致機動力下降，最高時速為51公里。

## 應用

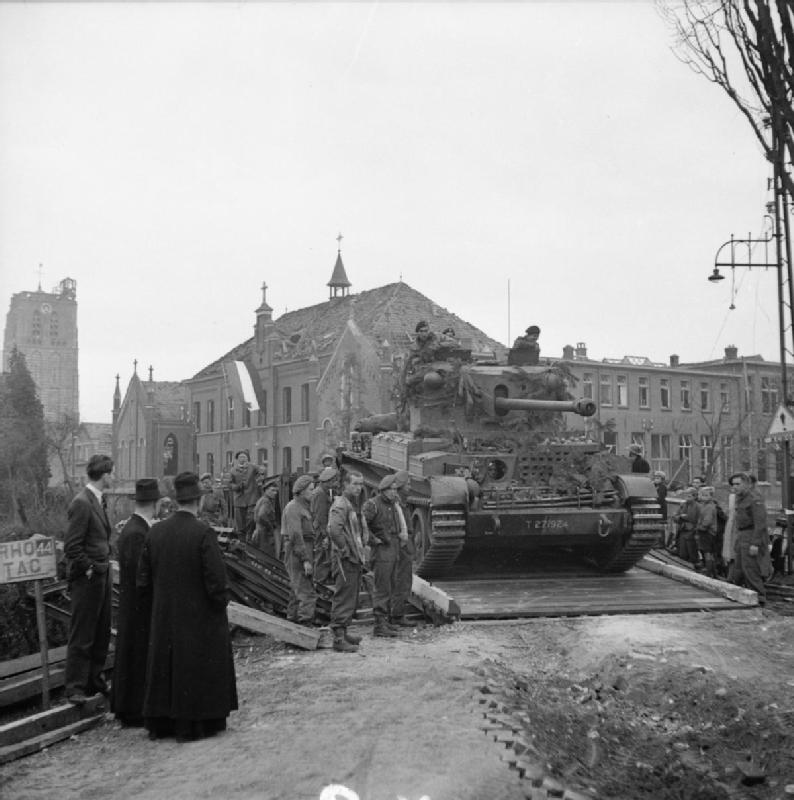
英軍的一輛挑戰者巡航坦克在荷蘭聖米希爾斯海斯特爾過橋渡河中（攝於1944年10月）

因為英軍急需一款裝備17磅炮的坦克，以應付德國虎式坦克和豹式坦克的威脅，在1943年5月便下訂單生產200輛挑戰者坦克，即使挑戰者坦克有一些不足之處也被忽略掉，挑戰者坦克沒有充分考慮涉水能力，所以無法參與諾曼第登陸戰，只能在奪取港口後運上陸地，而在1944年6月登陸法國時，英軍只有挑戰者和螢火蟲可在正常交戰距離擊穿德軍虎式重坦克的裝甲。
雖然挑戰者裝上火力強大的17磅炮後可克制德軍重坦克，但受限於克倫威爾坦克的原始設計，挑戰者並非被設計成重坦克，其炮塔的裝甲防護比相當於中型坦克的克倫威爾薄弱，在1944年時已很難抵擋德軍坦克以75毫米以上的火炮直接轟擊，機動力也不如克倫威爾坦克，挑戰者不適合直接投入最前線及進攻的前鋒，而是在英軍中充當機動反坦克炮。英軍通常會將挑戰者部署於較後的位置，並由速度較快的克倫威爾坦克打頭陣，克倫威爾坦克一旦遇上難以對付的德軍重坦克，或者有德軍坦克暴露位置，就交由預先在陣地部署好或殿後的挑戰者坦克開火，對德軍坦克實施壓制，所以挑戰者坦克的角色相當於驅逐坦克，但挑戰者的輪廓太高，不易尋找掩護進行伏擊。
雖然17磅炮可有效擊毀德軍的虎式坦克和豹式坦克，但將裝上17磅炮的炮塔勉強安裝在經過修改的克倫威爾坦克底盤上，卻有過高及裝甲薄弱等諸多缺點，雖然同樣安裝17磅炮的螢火蟲坦克也有防護力不足等問題，但螢火蟲使用美國雪曼坦克的車體，美國的軍工產能高於英國，可以穩定地供應足夠數量的雪曼式車體及經過修改的炮塔，採用螢火蟲比挑戰者更符合效益，所以挑戰者很快便停產。不過面對裝甲厚實的德軍重坦克，英軍未有放棄在克倫威爾巡航坦克上安裝17磅炮，吸收挑戰者坦克勉強裝上17磅炮，卻犧牲裝甲防護，也導致使用上諸多限制的經驗，英軍於是特別開發輕量版的17磅炮，雖然穿甲能力不及原本的17磅炮，但可以直接採用克倫威爾坦克的車體，設計佈局和車高也比較合理，正面裝甲也比克倫威爾及挑戰者厚，此車便是彗星坦克。

## 使用情況

### 英国
儘管挑戰者沒有參加在諾曼第的戰鬥，但是它們被編入英國的裝甲師，參加了在法國的戰鬥。

### 捷克斯洛伐克
捷克斯洛伐克第一裝甲旅曾經過使用挑戰者坦克。在戰後，捷克斯洛伐克又購買了22輛戰爭時期的庫存挑戰者坦克。並在戰後繼續留在部隊中服役（最開始是第十一裝甲旅，之後是第二十二裝甲旅，最後，被送入第十三裝甲獨立營）。最終，它們在1951年除役，在1959被銷燬。

### 波蘭
波蘭第一裝甲師在1945年中期也收到了一些挑戰者坦克。

## 現存品

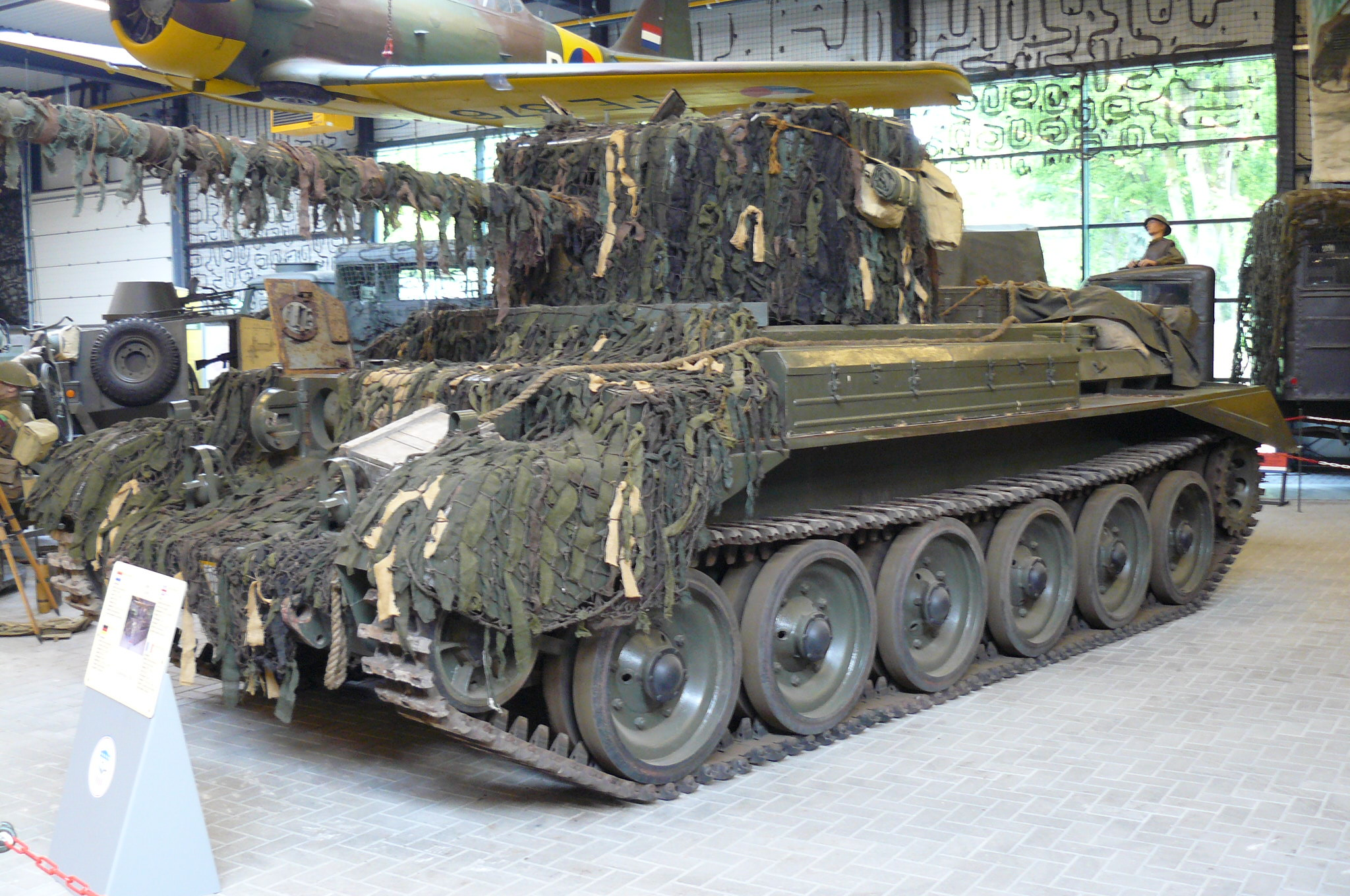
挑戰者坦克

這種坦克現在還有兩輛。一輛在荷蘭的上洛恩博物館，另一輛在英國的懷特島軍事博物館。如果能修好的話，它就會被送往博文頓坦克博物館展出。